# Pietro Paoletti
Pour les articles homonymes, voir Paoletti.

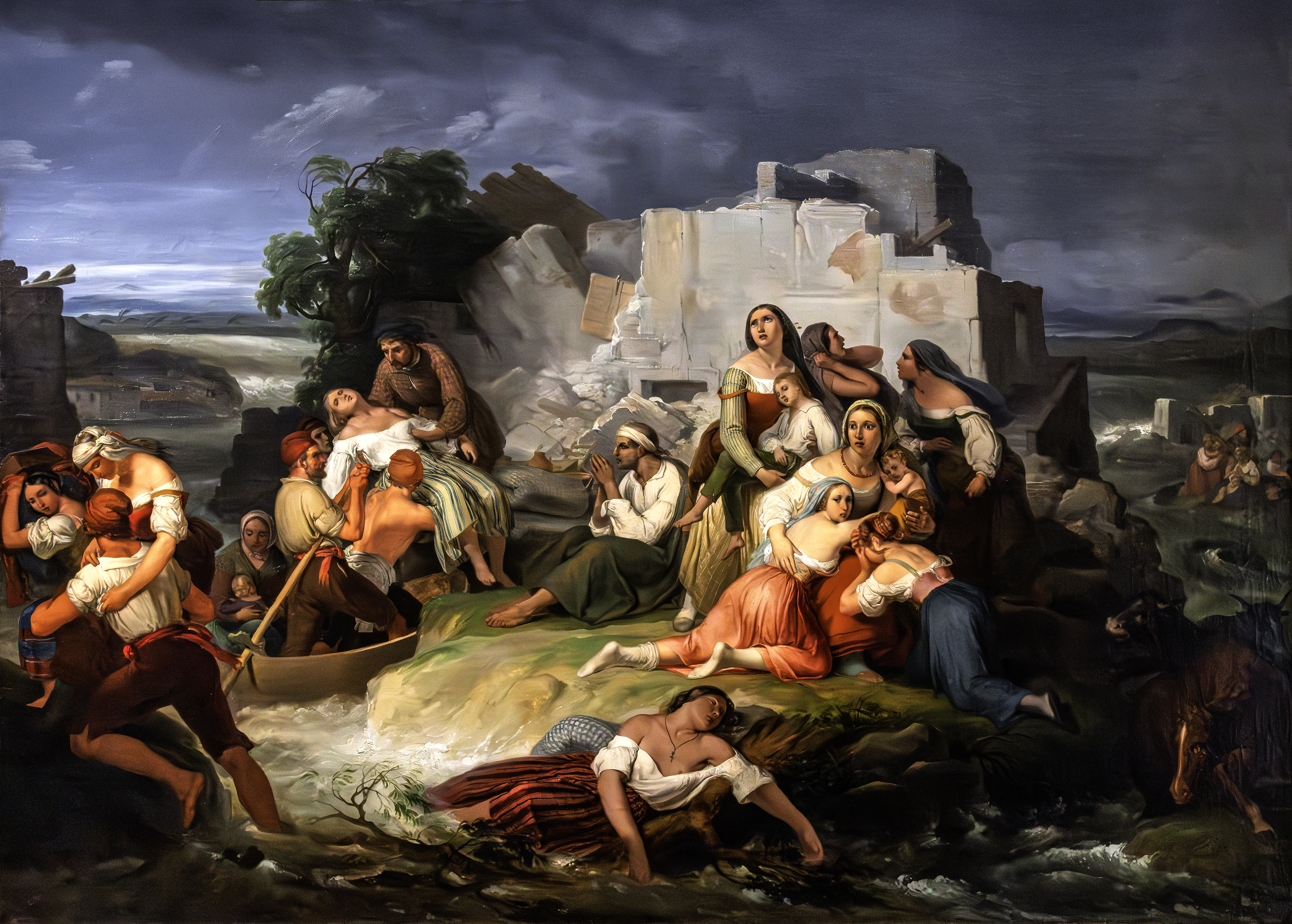
L'inondation du Pô

Pietro Paoletti (né à Belluno le 24 septembre 1801 et mort dans la même ville le 23 octobre 1847) est un graveur et peintre italien.

## Biographie
Pietro Paoletti suit une formation de fresquiste avec Giovanni De Min. En 1827, il se rend à Rome sur  recommandation du comte Leopoldo Cicognara, et y obtient le patronage du cardinal Giacinto Placido Zurla à la cour du pape Grégoire XVI. À Rome, il  travaille auprès du peintre néoclassique Vincenzo Camuccini.
Son talent d'artiste est apprécie sur la péninsule. Parmi ses œuvres figurent des fresques pour la basilique de l'abbaye de Monte Cassino, l'église Santa Maria Formosa à Venise, et pour de nombreuses propriétés Torlonia à Rome, dont le Palazzo Torloni sur la Piazza Venezia et la Villa Torlonia (cette dernière avec des histoires des fables d'Ésope ainsi que des portraits d'artistes). Il peint également a fresco l'abside et la coupole de la cathédrale de Rieti avec des histoires de la Bible. Ses œuvres se trouvent dans la Villa de Manzoni près d'Agordo, le Palazzo Ricci à Rieti, le Palazzo Lucernari et del Governatore à Rome, l'église Sant'Isidoro a Capo le Case, la Casa dell'Intendente à L'Aquila, San Francesco, Naples, la chapelle de Pie V et dans la Loggia du Vatican, le Caffè Pedrocchi, le Palazzo Cittadella-Vigodarzere à Padoue, Villa Patt à Sedico, Palazzo Bortolan et Palazzo Spineda à Trévise et Palazzo Vecchia à Vicence,.
Il est également connu pour avoir fait des camées en plâtre ou des gemmes gravées, une forme d'art particulière du début du XIXe siècle. Son frère Giuseppe Paoletti est un peintre védutiste.

## Fresques à la Villa Torlonia

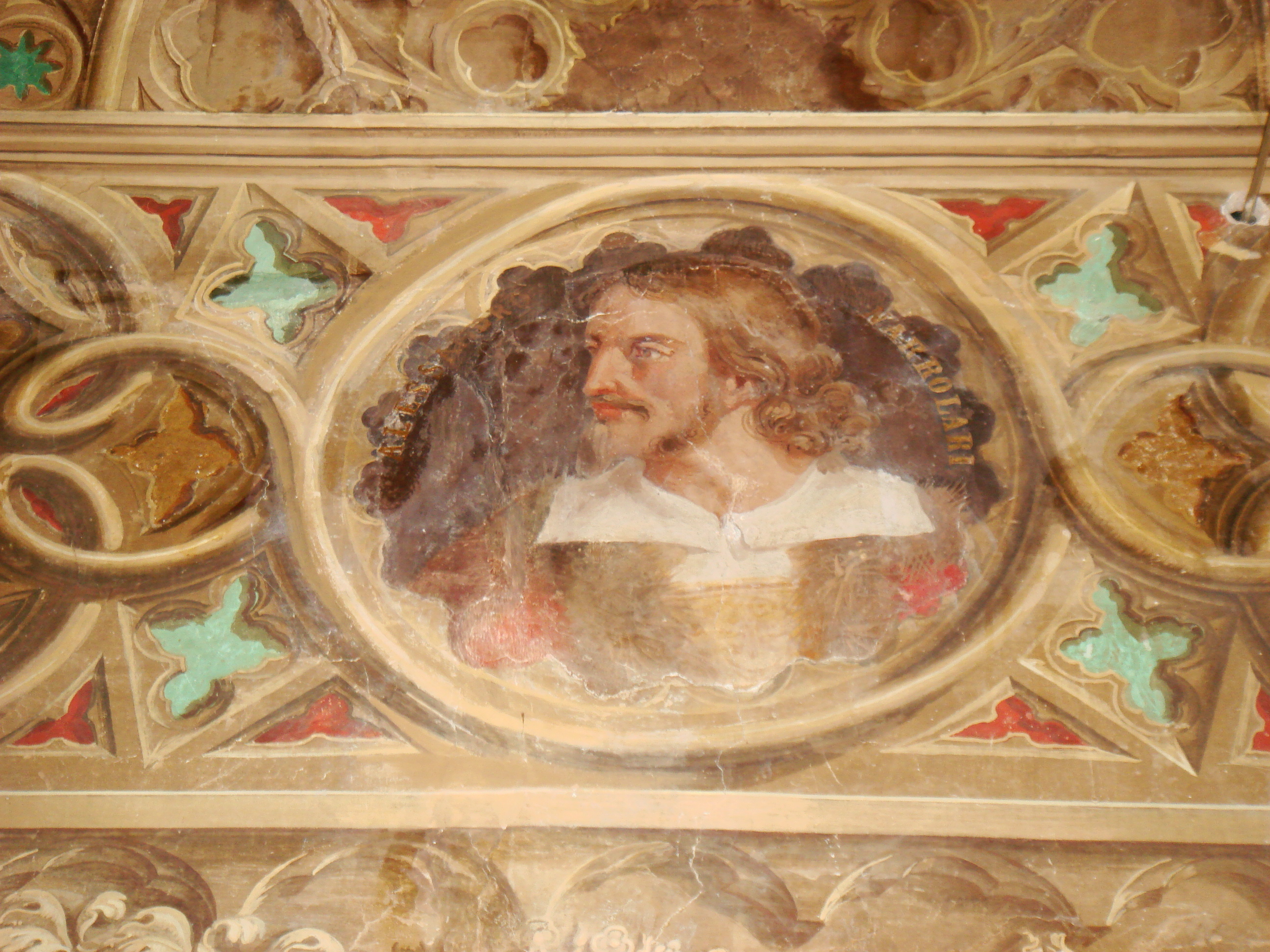
Alessandro Varotari
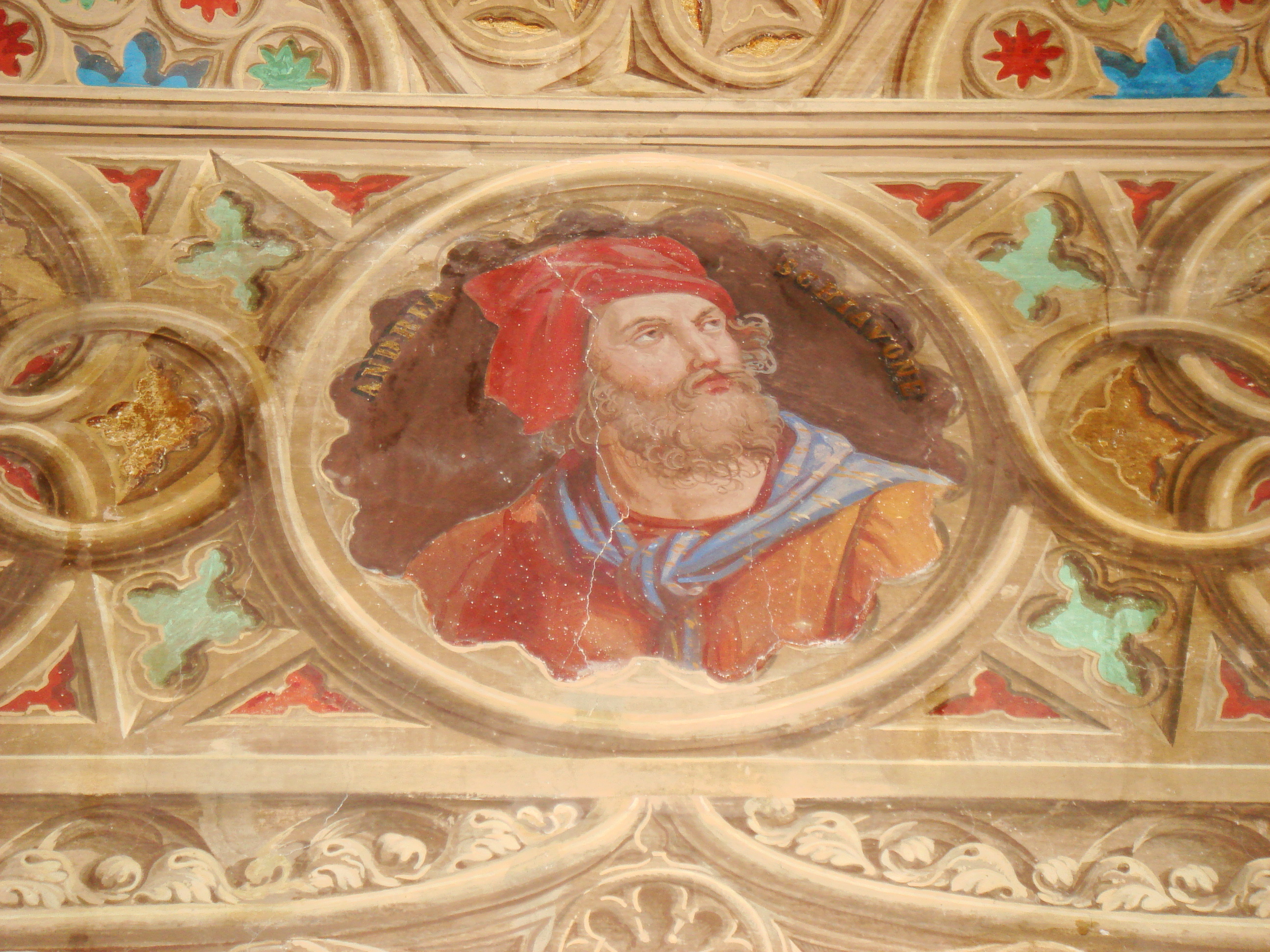
Andrea Schiavone
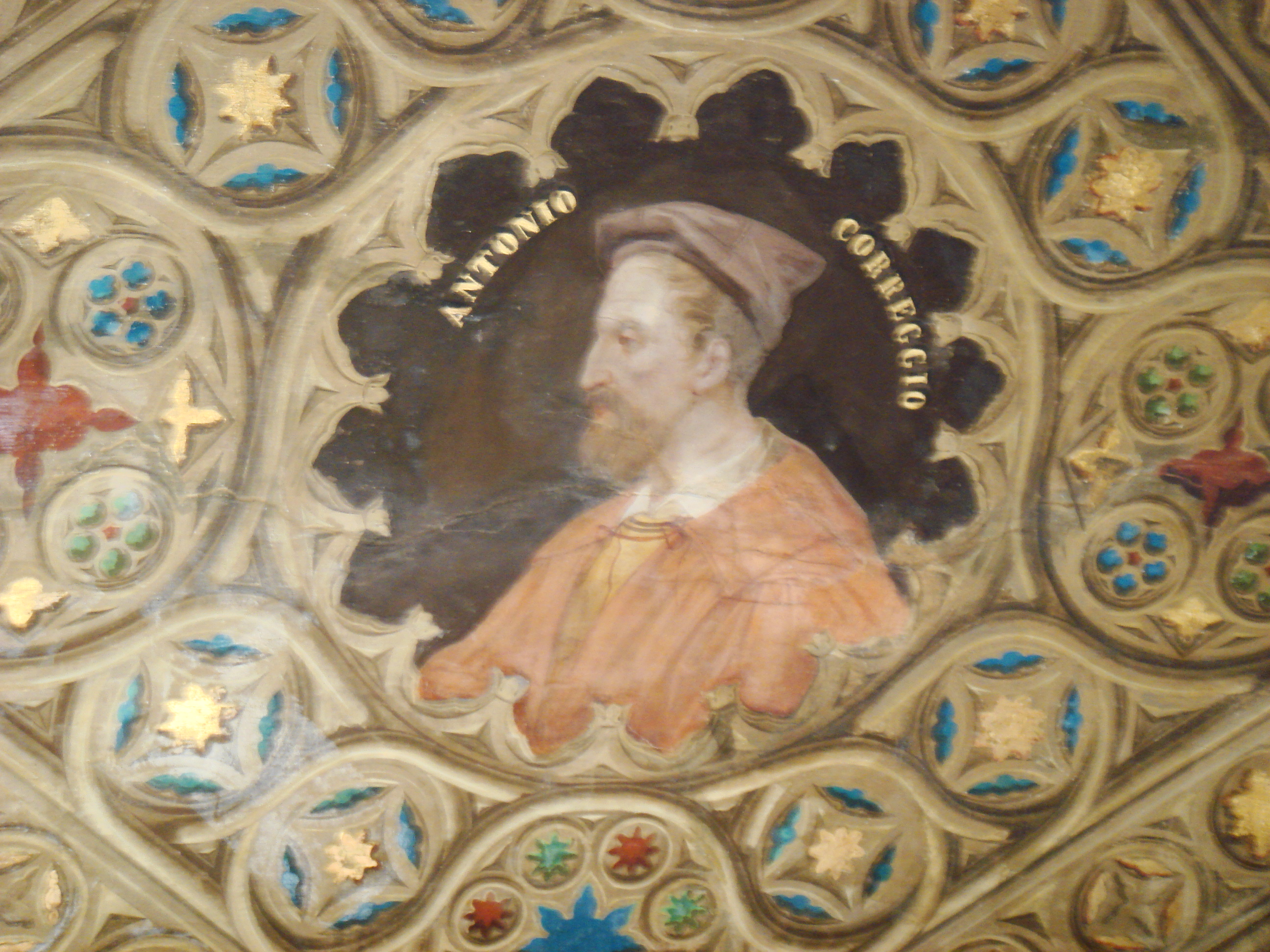
Le Corrège
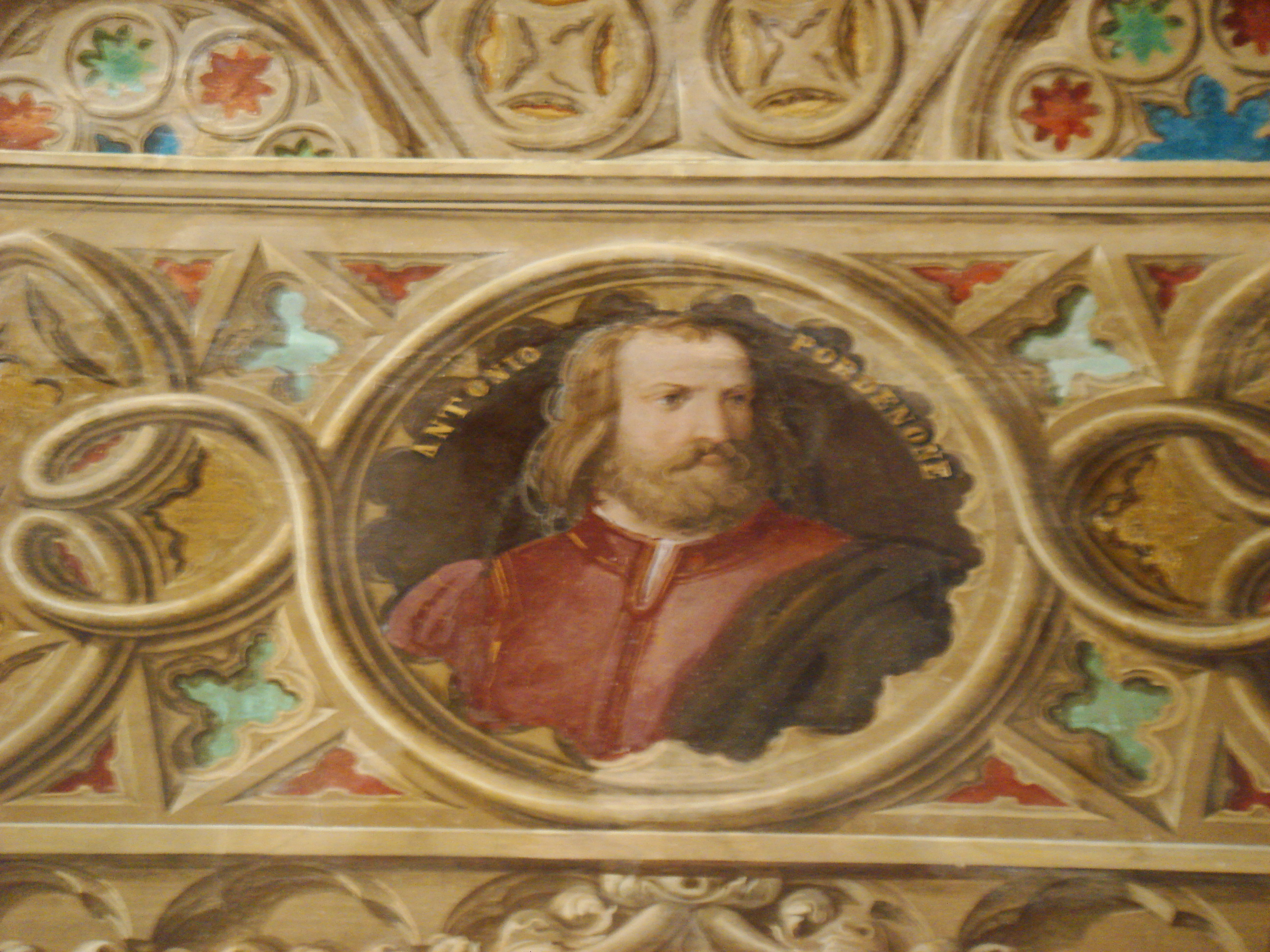
Le Pordenone
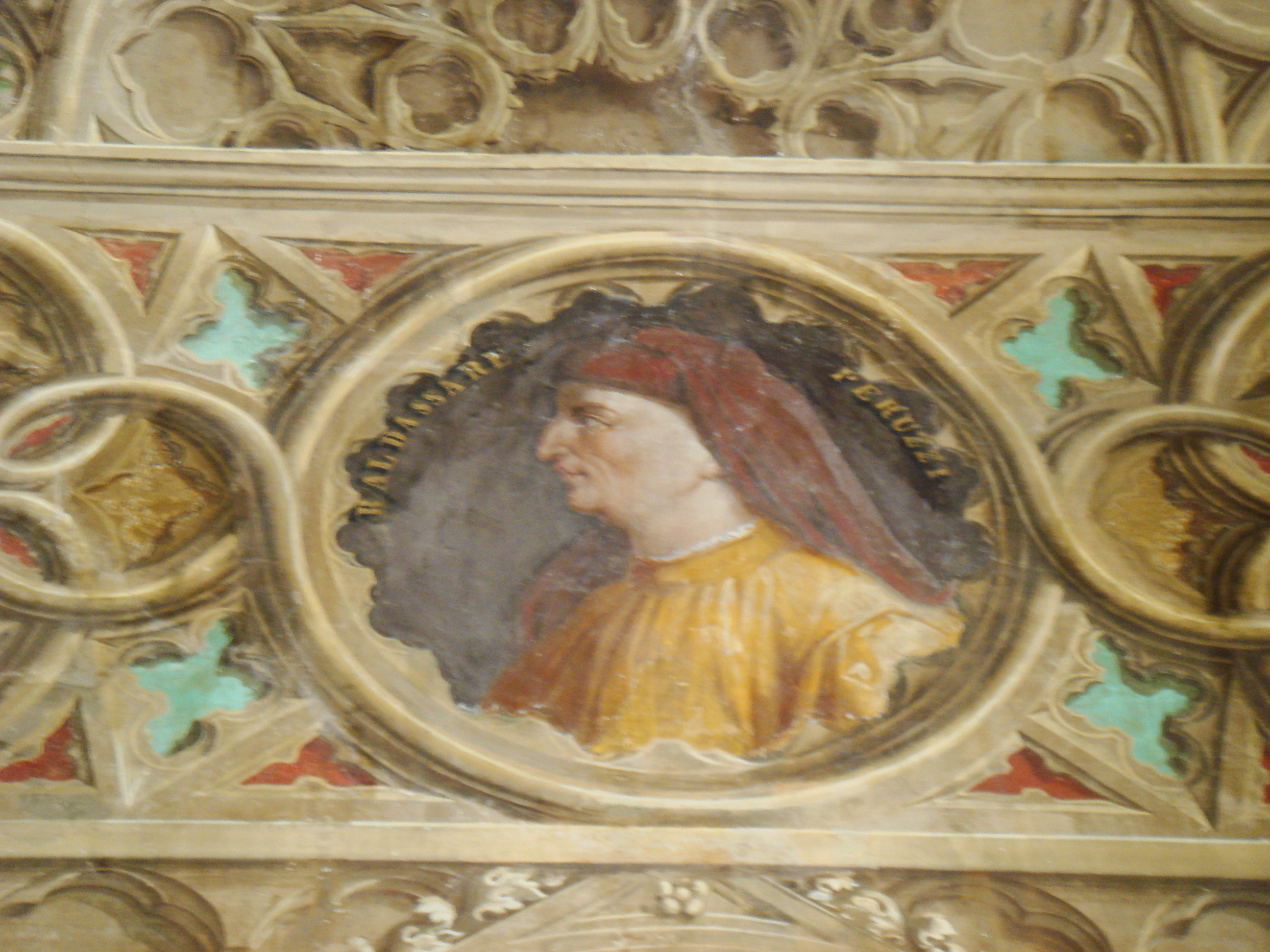
Baldassarre Peruzzi
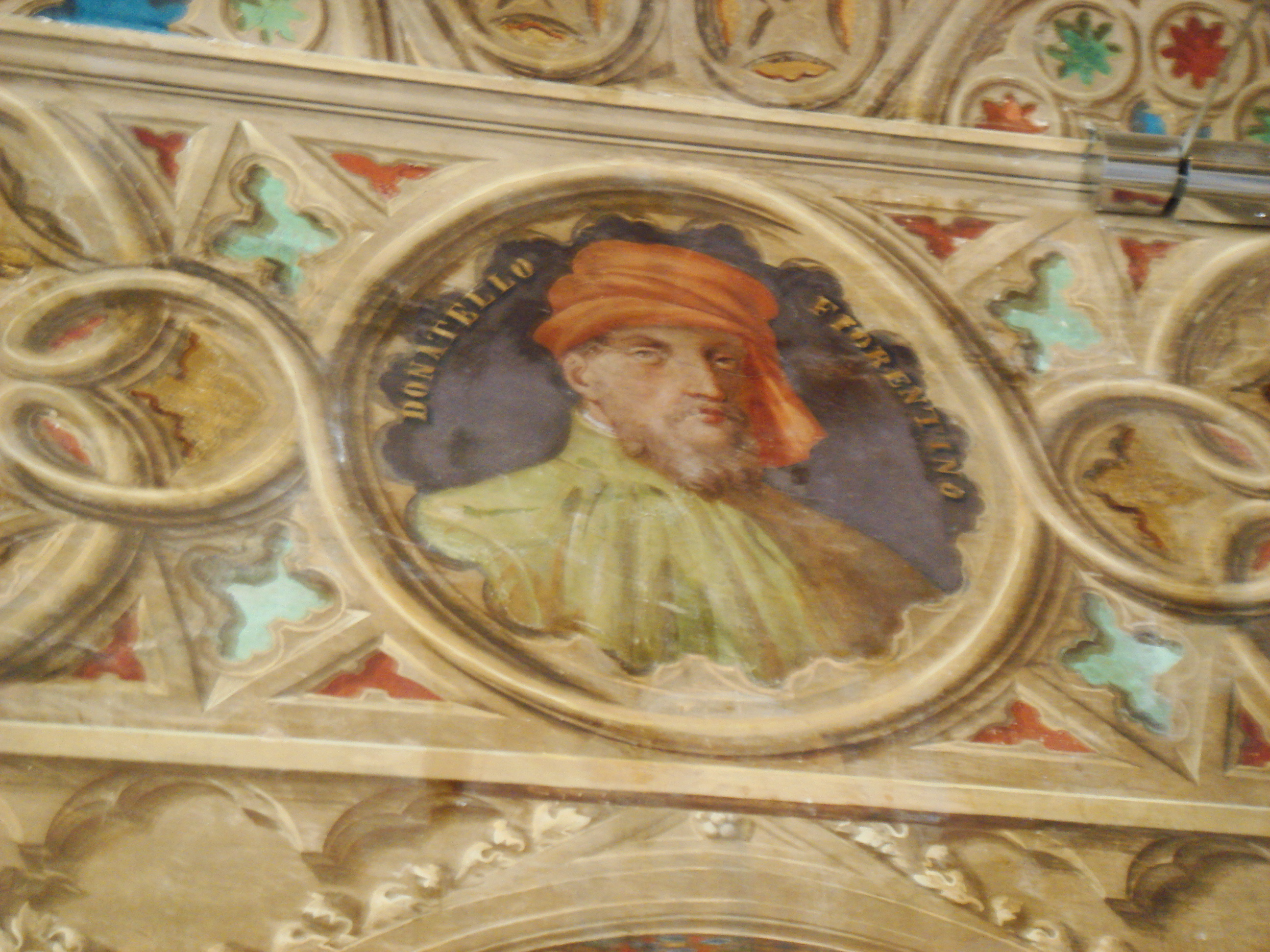
Donatello
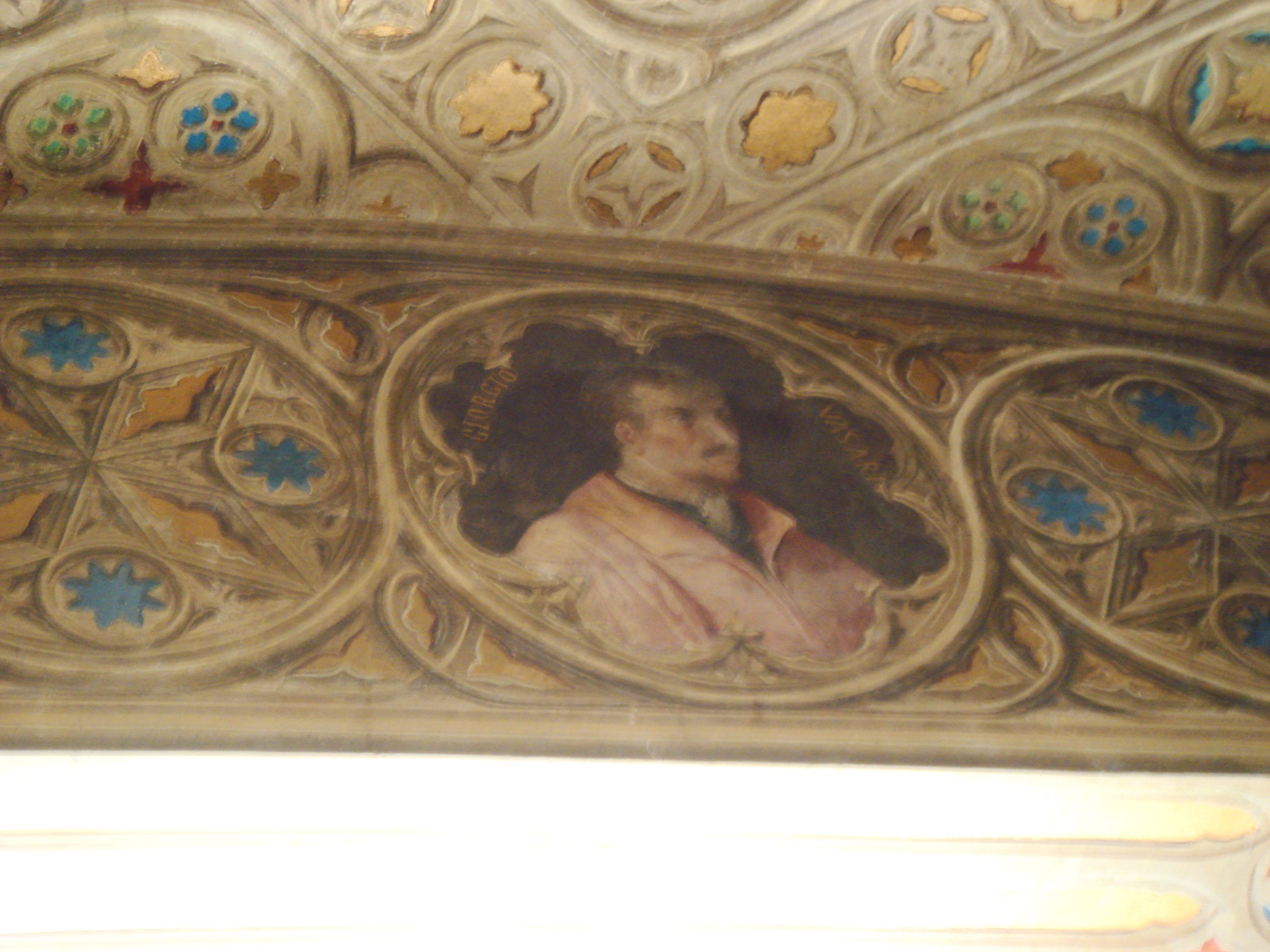
Giorgio Vasari
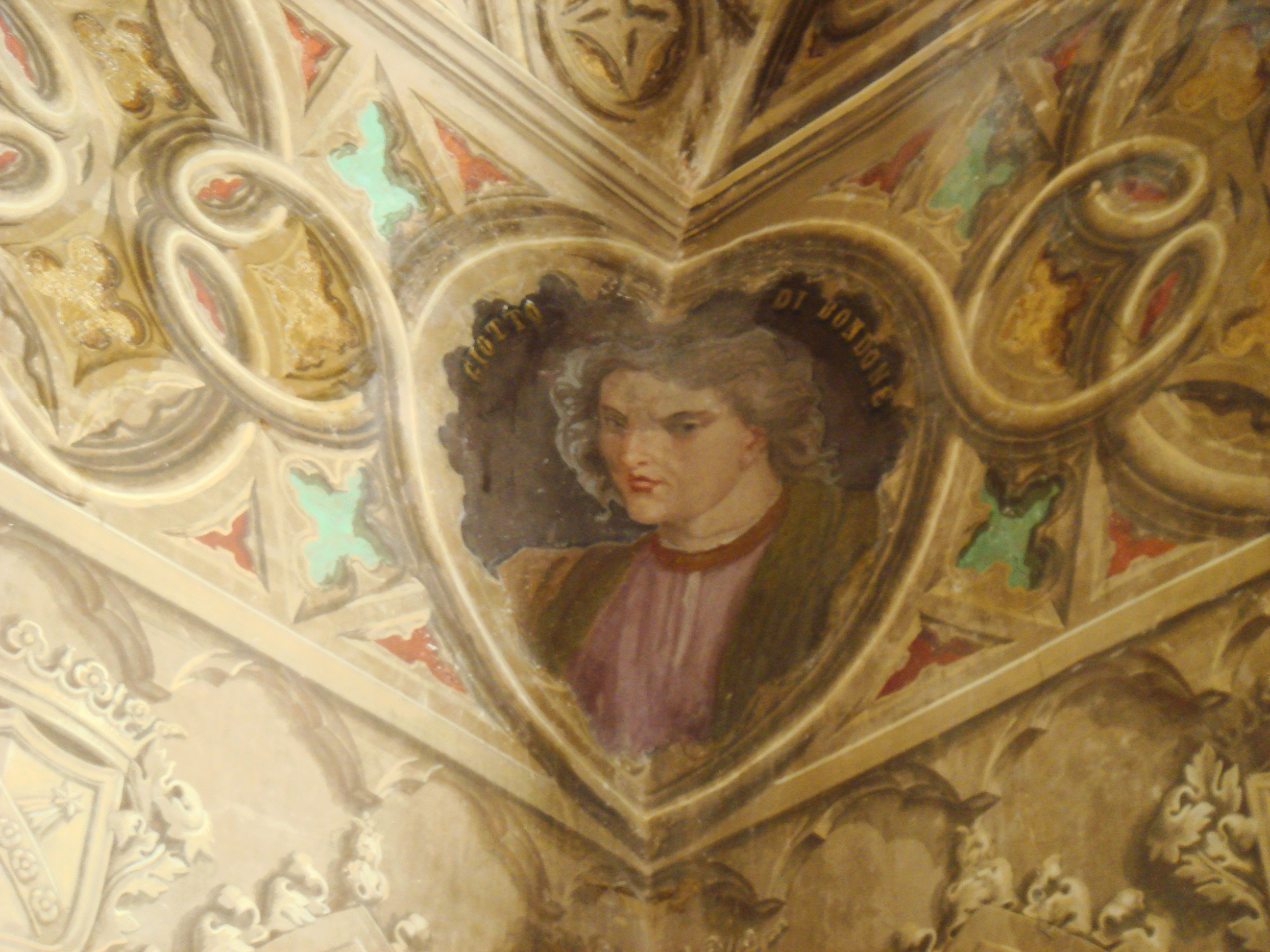
Giotto di Bondone
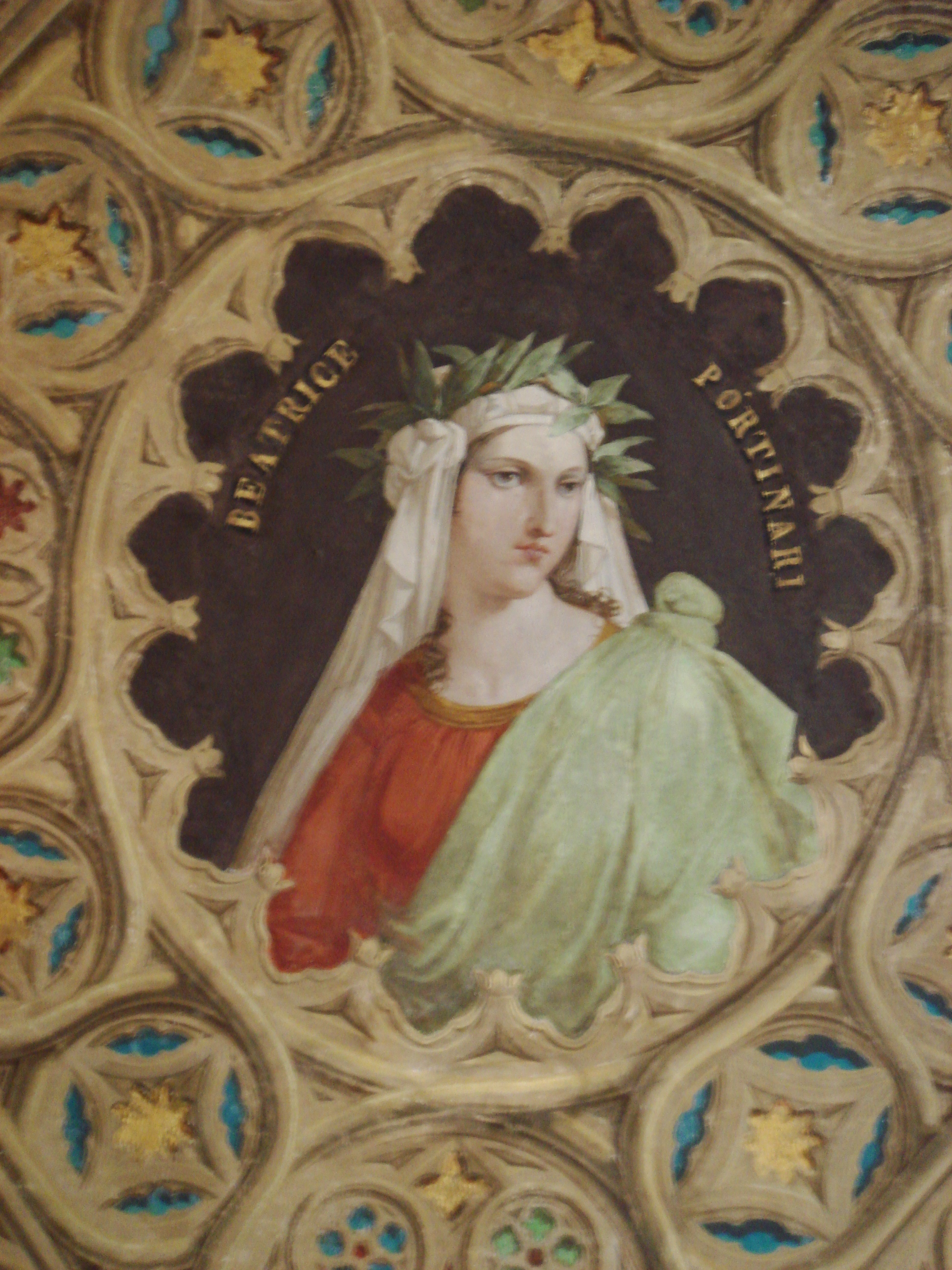
Béatrice Portinari
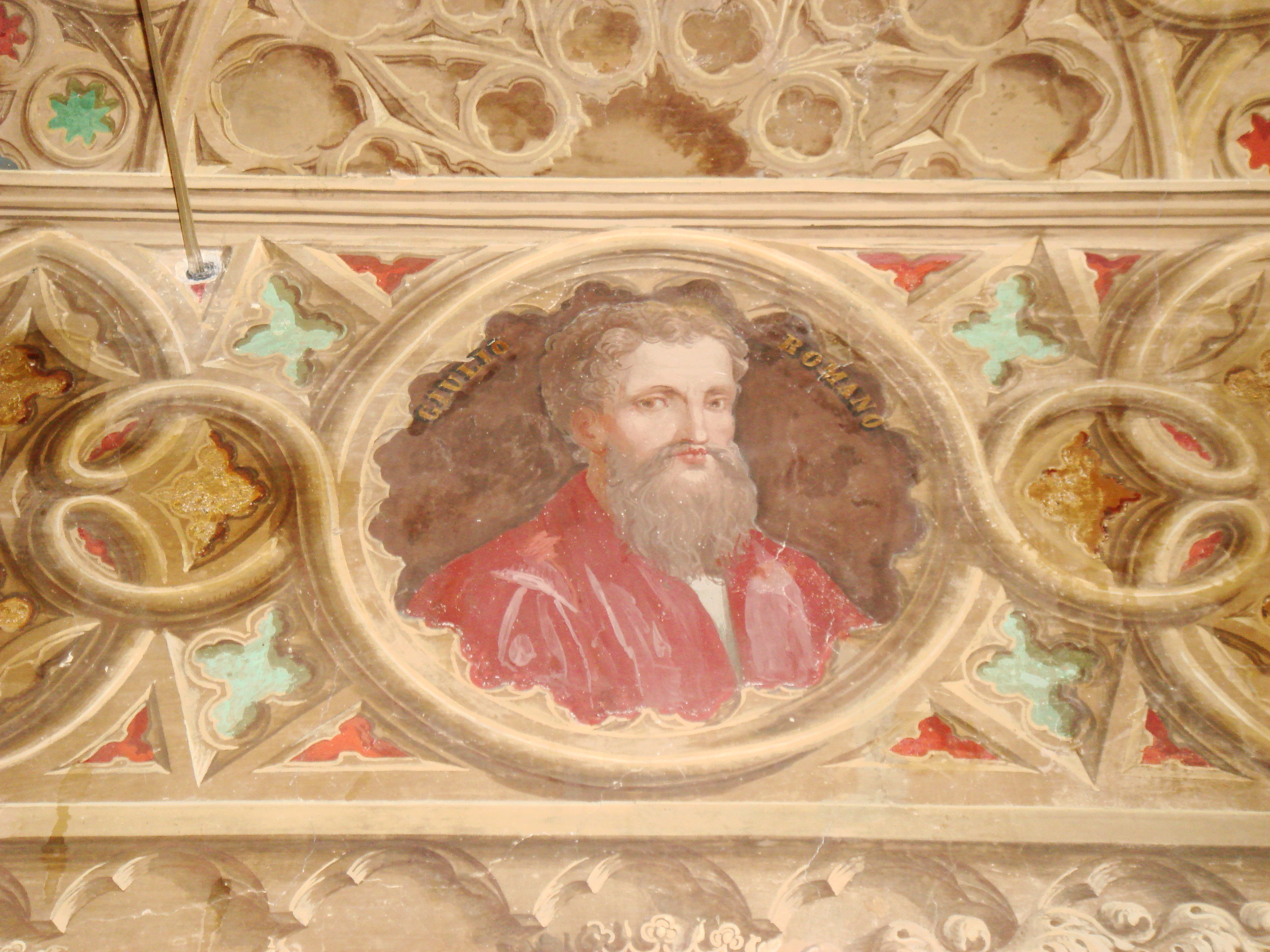
Jules Romain
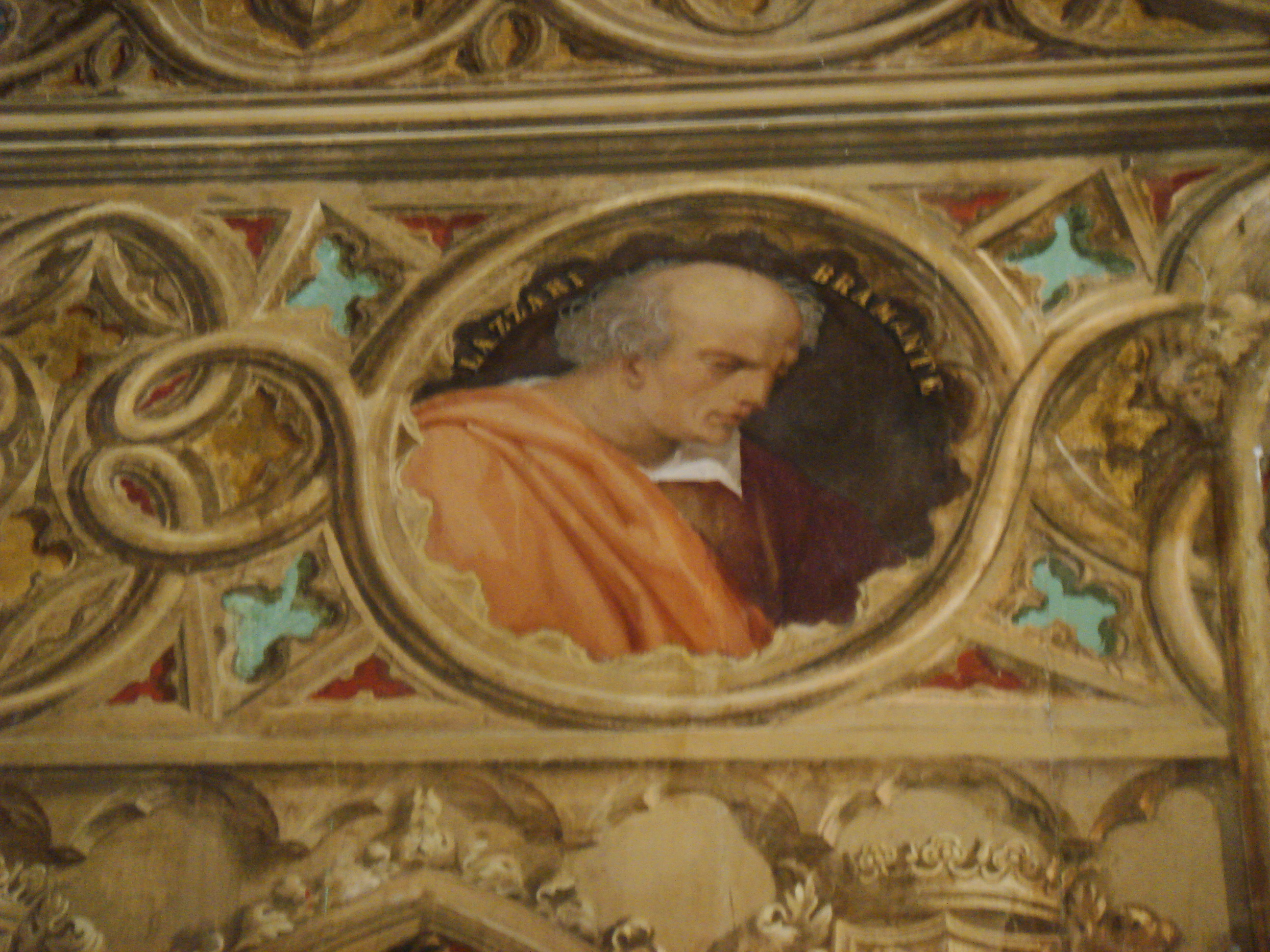
Donato Bramante
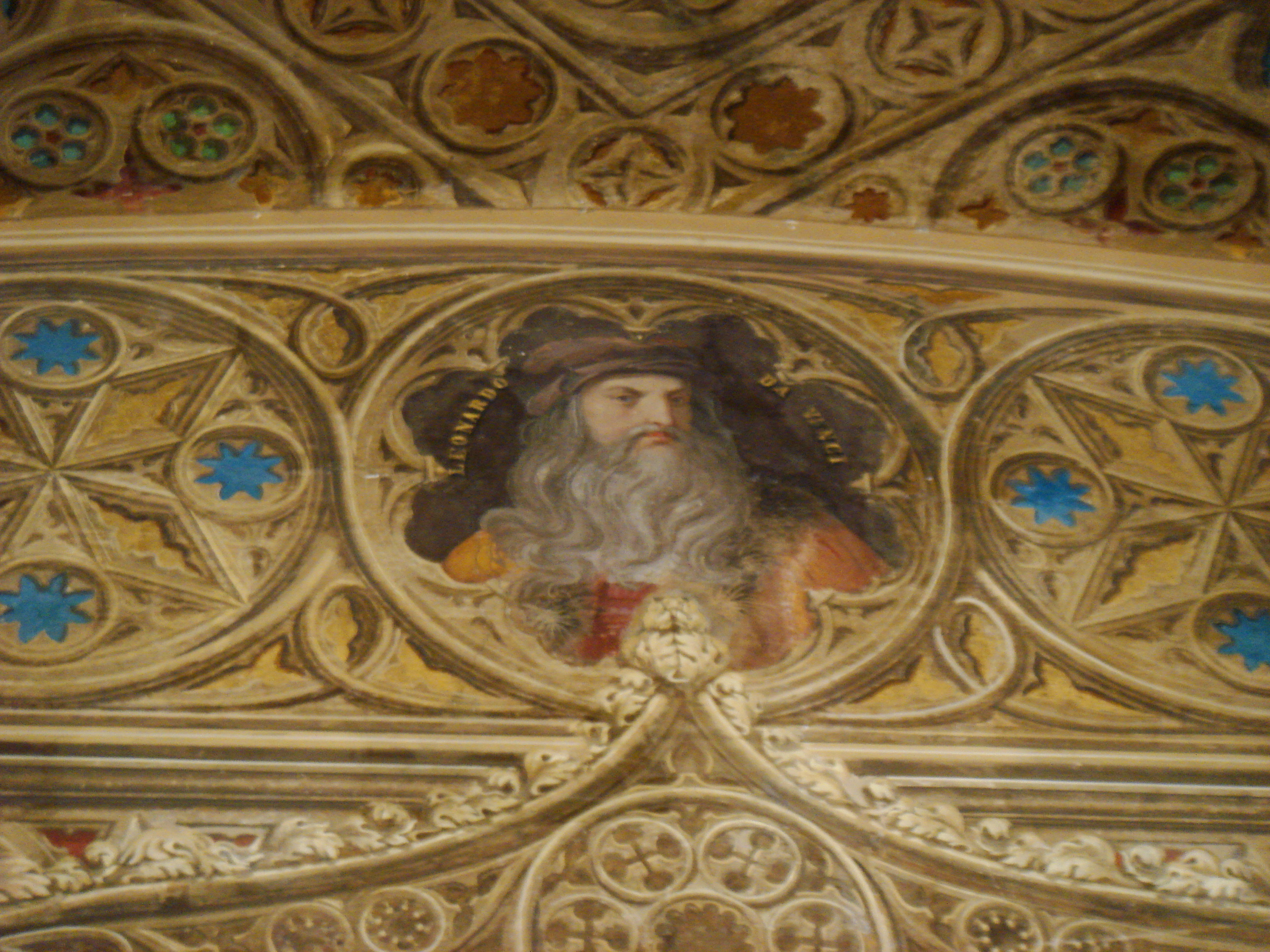
Léonard de Vinci
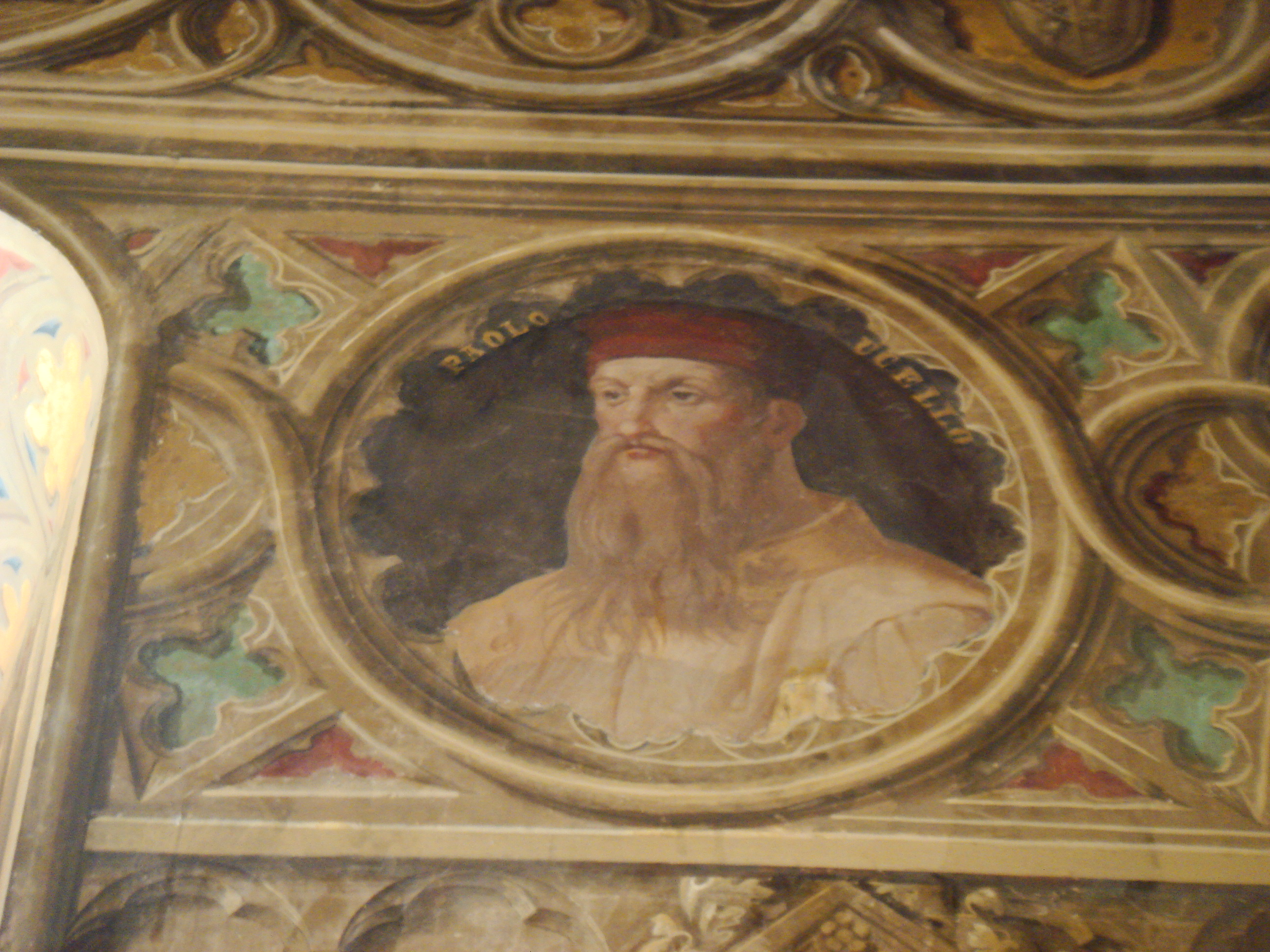
Paolo Uccello
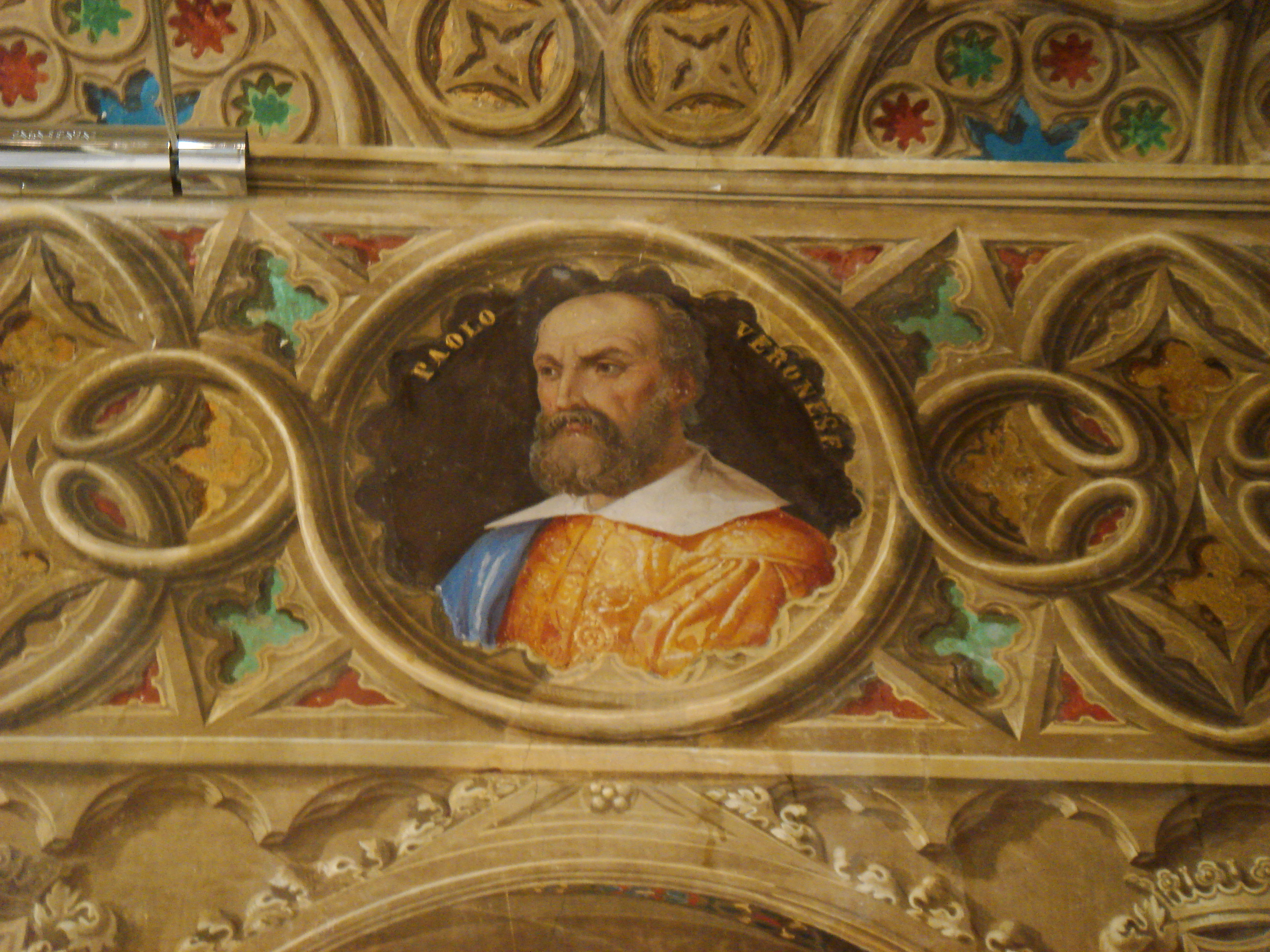
Paul Véronèse
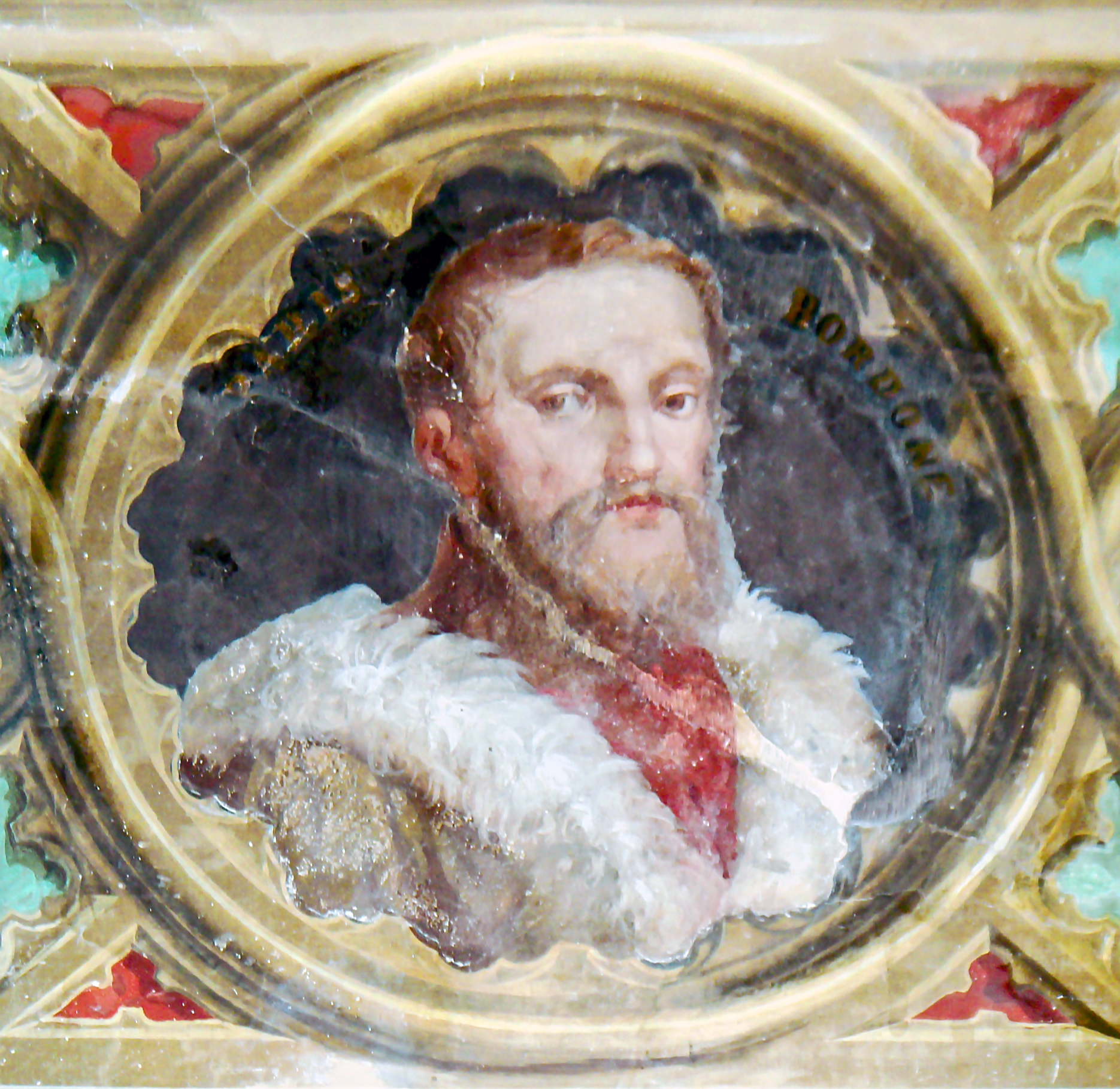
Pâris Bordone
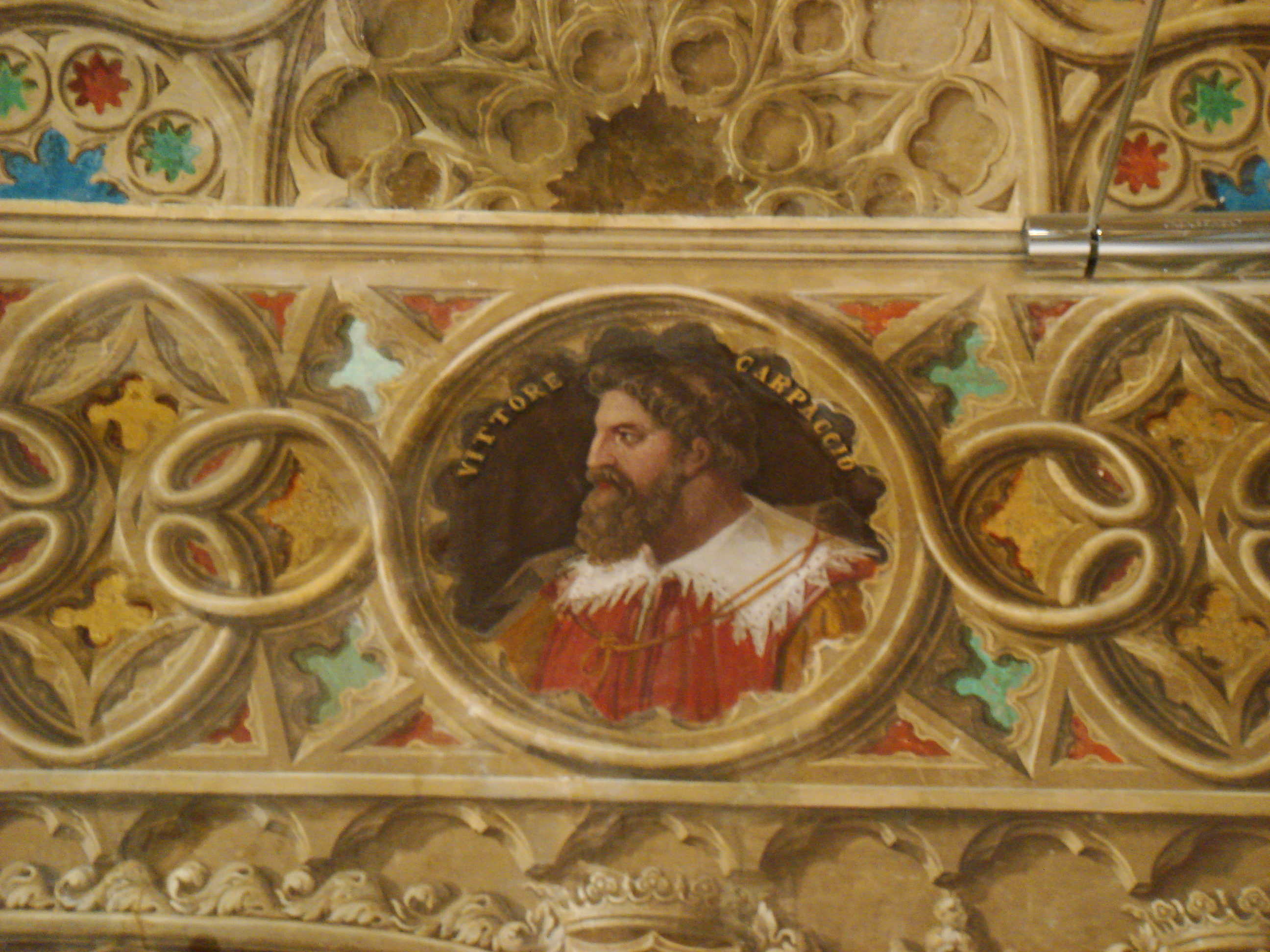
Vittore Carpaccio
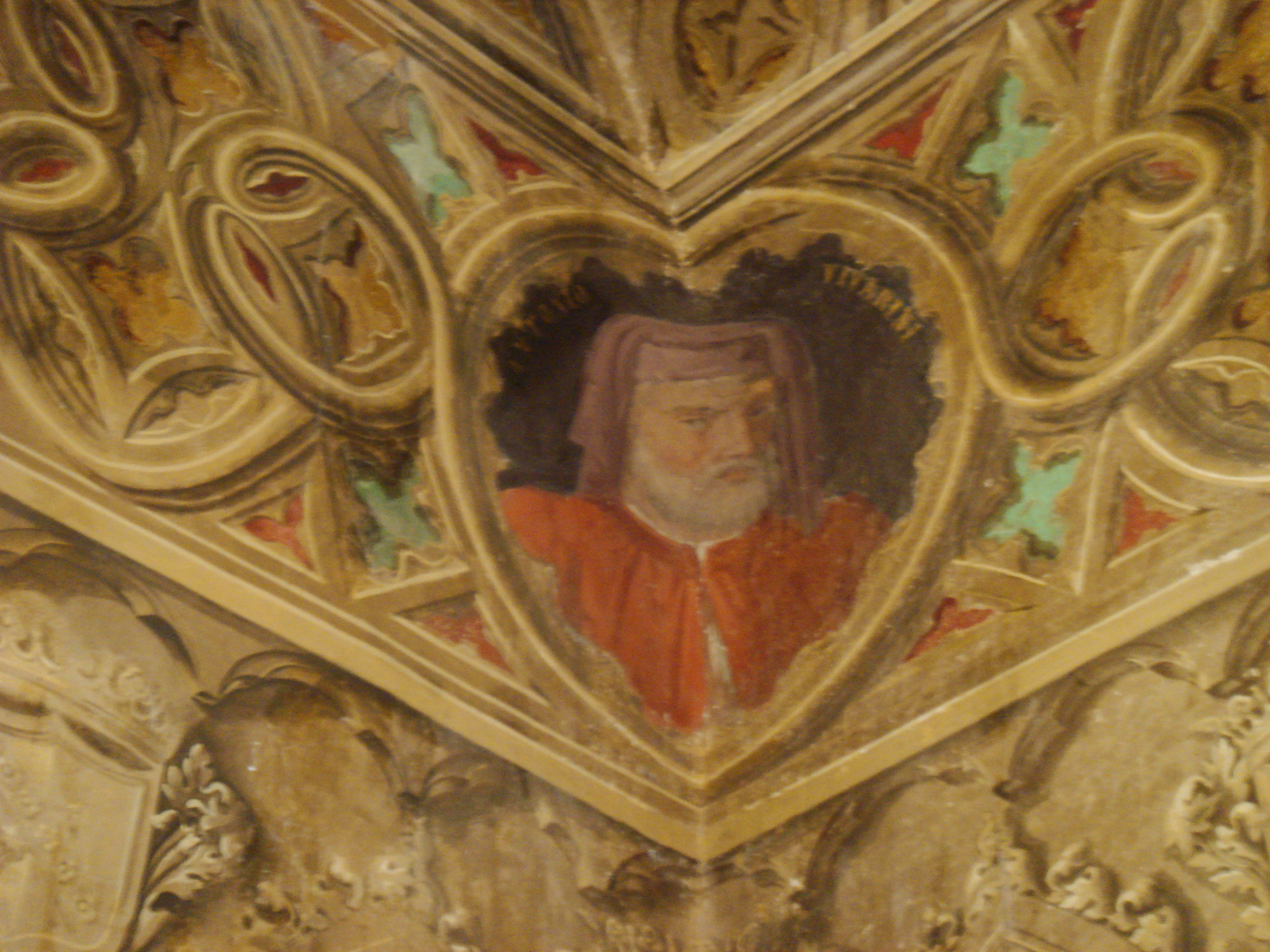
Antonio Vivarini
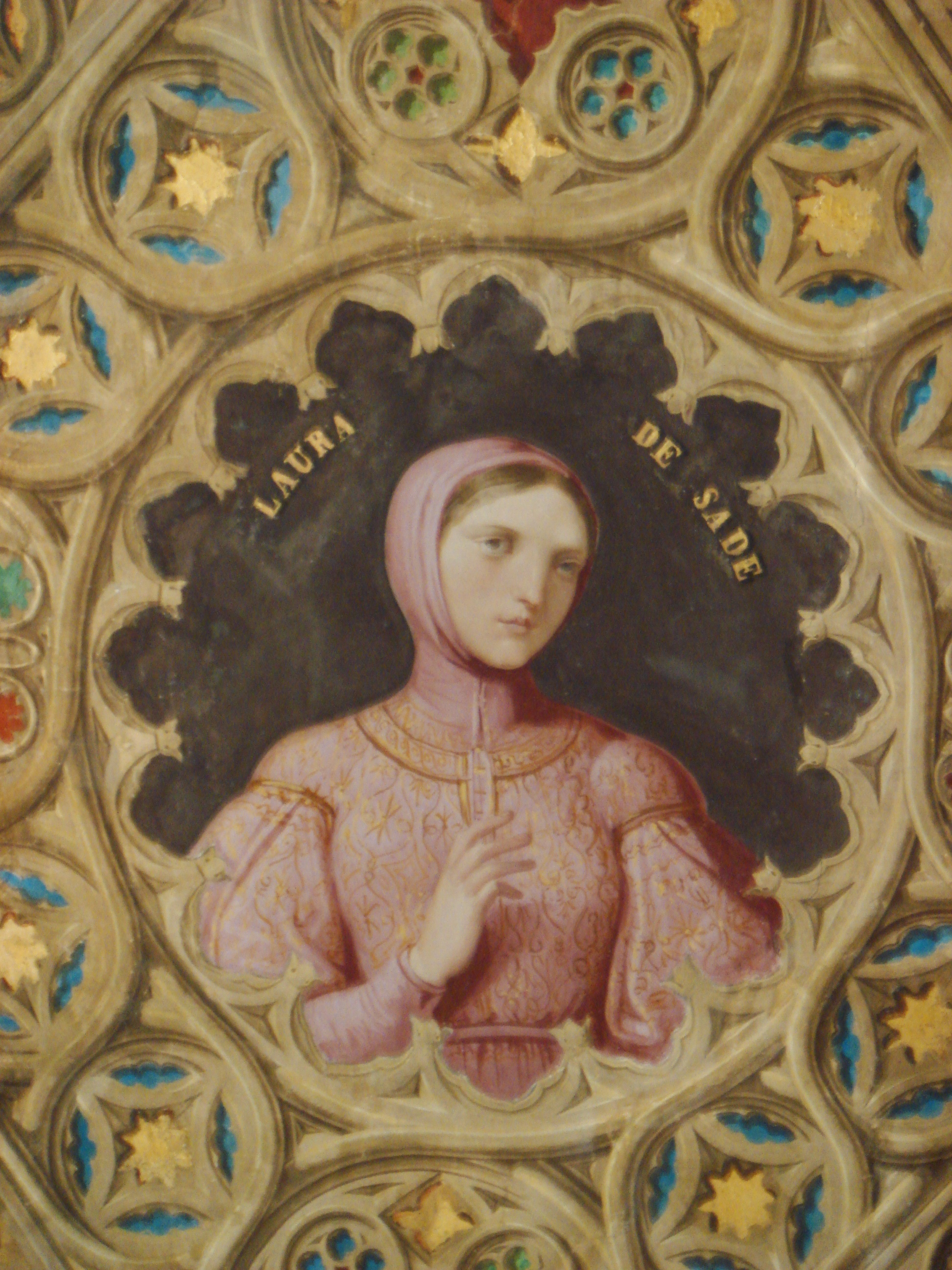
Laura de Sade